# Portugals præsidenter
Portugal blev til en republik i 1910. Portugals præsidenter har været:

## Første republik (1910-26)
...

## Militærdiktatur og Estado Novo (1926-74)
...
- Óscar Carmona (1926-51)
- António de Oliveira Salazar (1951)
- Francisco Craveiro Lopes (1951-58)
- Américo Thomaz (1958-74)

## Tredje republik (1974 – )
...
- António de Spinola (1974)
- Francisco da Costa Gomes (1974-76)
- António Ramalho Eanes (1976-86)
- Mário Soares (1986-96)
- Jorge Sampaio (1996-2006)
- Aníbal Cavaco Silva (2006–2016)
- Marcelo Rebelo de Sousa (siden 2016)